# هایاپیشا لی
هایاپیشا لی (انگلیسی: Hyapatia Lee؛ زاده ۱۱ نوامبر ۱۹۶۰) بازیگر پورنوگرافی اهل ایالات متحده آمریکا است.